# Żerniki (powiat poznański)
Żerniki – osada w Polsce położona w województwie wielkopolskim, w powiecie poznańskim, w gminie Kórnik.
Wieś szlachecka położona była w 1580 roku w powiecie poznańskim województwa poznańskiego. W latach 1975–1998 miejscowość należała administracyjnie do województwa poznańskiego.

## Dane geograficzne i demograficzne
Żerniki są małą wsią położoną na obrzeżach gminy Kórnik – 11,5 km od samego Kórnika oraz 10 km od Poznania. Przez teren Żernik przebiega między innymi autostrada A2.
Wieś zajmuje obszar około 650 ha, z czego około 85% stanowią pola uprawne i inne użytki rolne. Lasy zajmują około 8% powierzchni. Zdecydowana większość ludności zamieszkuje w centralnej części wsi w blokach (wybudowanych dla pracowników byłego PGR) oraz kilku domach wielorodzinnych. Populacja Żernik jest szacowana (2011) na 306 osób.

## Historia
Historia wsi jest słabo udokumentowana, choć pierwsze wzmianki o jej istnieniu pochodzą z przełomu XIV i XV wieku, kiedy to jest wzmiankowany Jaśko z Żernik. Kolejnymi właścicielami byli Stanisław Spławski, Zakrzewscy, Wilkońscy i Mycielscy, którzy to sprzedali majątek Niemcom. W XIX wieku wybudowany został folwark, który zachował się do dziś. Niestety folwark nie był właściwie konserwowany – był wykorzystywany między innymi jako pomieszczenia biurowe dla PGR oraz jako sklep. Po przejściu w ręce prywatne popada w ruinę.
Po zakończeniu II wojny światowej w Żernikach powstało państwowe gospodarstwo rolne, do którego w następnych latach ściągnięto znaczną liczbę pracowników spoza wsi. Wraz z przemianami ustrojowymi w latach 90. PGR został wydzierżawiony w ręce prywatne, które w późniejszych latach popadło w problemy finansowe. Upadek jedynego dużego zakładu pracy w okolicy spowodował wysoką stopę bezrobocia, która utrzymuje się do dziś.

## Zabytki
W Żernikach znajduje się zespół dworski i folwarczny pochodzący z drugiej połowy XIX wieku. W jego skład wchodzą: dwór z 1875 roku, przebudowany na początku XX wieku, park, stodoła, magazyn, obora, spichrz i stajnia. Folwark jest w bardzo złym stanie.